# Cavalier King Charles Spaniel
Cavalier King Charles Spaniel er en hunderace, der grupperes i FCI's gruppe 9 under betegnelsen "selskabshund".

## Oprindelse
Cavalieren har sin oprindelse i England, hvor den blev holdt af adelen og de kongelige. De malerier hvor små toy spaniels optræder på, er fra det 16., 17., og 18. århundrede. Historien fortæller at Kong Charles II kun sjældent blev set uden selskab af en eller flere cavalier. Dronning Victoria begyndte at afholde hundeudstillinger, og der gik det galt for racen. Der blev krydset flere andre små racer ind og racen blev mindre, mere kortnæset og fik en helt anden fremtoning. Derved fremkom en ny race, som vi i dag kalder King Charles Spaniel.
I 1920'erne udlovede amerikaneren Roswell Eldridge en dusør til den opdrætter, der kunne fremavle den gamle type. I 1928 på Cruft Dog Show blev Anns Son præsenteret og han var den første hund, som igen så ud som en cavalier.
Bonus info, I daglig omtale:
Cavalier = Cavalier King Charles Spaniel
King (King Charles) = King Charles Spaniel

## Eksteriør og temperament
FCI's standard for racen angvier, at vægten ligger mellem 5,5 og 8 kg. Der ønskes en lille og smukt harmonisk hund.
Pelsen er lang, silkeagtigt og lige. Let bølget pels er tilladt. Ben, ører og hale er beklædt med faner.
Farve på pelsen fås i følgende kombinationer:
- Black and Tan

Grundfarven er glansfuld sort med klare, mahognifarvede aftegninger på næseparti, ben, bryst, ørekanter samt under halen og som pletter over øjnene.
- Tricolour

Grundfarven er perlehvid, med godt fordelte, sorte aftegninger. Klare, tanfarvede aftegninger på kinder, ørekanter samt under halen og som pletter over øjnene. Hunden skal have en bred, hvid blis mellem øjnene og op over panden. Farven kan også kaldes Prince Charles. Fluer/fregner er uønsket, dog kan nogle få accepteres.
- Blenheim

Blenheim, grundfarven er perlehvid, med godt fordelte, kastanjerøde aftegninger med klart afgrænset farver. De kan have en spot. Det er en plet på den flade del af skallen (hovedet). Fluer/fregner er uønsket, dog kan nogle få accepteres.
- Ruby

Ensfarvet kastanierød. Hvidt er uønsket men et slips kan accepteres.
Aktiv, hengiven og absolut frygtløs. Munter, venlig og uden tendens til aggressivitet
eller nervøsitet.

## Sygdomme
En stor del af hunde af racen Cavalier King Charles Spaniel lider af en eller flere neurologiske tilstande, der skyldes, at kraniet er for lille i forhold til hjernens volumen. Hjernen har som følge heraf et ændret trykforhold, og presses ned i rygmarven. Dette kan føre til cyster - væskefyldte hulrum i ryggen - som kan ødelægge nervebanerne og forårsage smerte. Af samme årsag har den norske højesteret afgjort, at det i Norge skal betragtes som dyrplageri at avle på hunde af racen Cavalier King Charles Spaniel, og dette er derfor blevet forbudt.
Herudoiver er nogle Cavalier King Charles Spaniel plaget af alvorlige arvelige sygdomme. Det kan være hjertefejl, syrengomylia, patella luxation, som de mest graverende.

### Hjertefejl
Cavalieren kan have hjertesygdmmen Myxomatøs Mitraklap sygdom (MMVD). Sygdommen findes også hos mennesker hvor den er aldersbetinget. Hos cavalieren kan sygdommen opstå i en ung alder. Den ligger dog typisk i familier og har en høj grad af arvelighed.

### Syrengomylia
Syrengomylia er en alvorlig sygdom, der kan invalidere hunden. Den har en høj grad af arvelighed. 